# Eugen Weidmann
Eugen Weidmann (n. 5 februarie 1908, Frankfurt am Main, Imperiul German – d. 17 iunie 1939, Versailles, Seine-et-Oise, Franța) a fost un infractor francez care a operat în Franța în perioada anilor 1930, fiind cunoscut sub porecla de „ucigașul cu ochi de catifea”.  Weidmann a rămas în istorie ca fiind ultima persoană care a fost executată public în acea țară, execuție realizată cu ghilotina.
După acea dată (17 iunie 1939) au mai avut loc astfel de execuții, dar în mod privat, ultima persoană supusă unei astfel de condamnări la moarte fiind Hamida Djanoubi (10 septembrie 1977).

## Biografie
Născut la 5 februarie 1908 în Frankfurt pe Main, atunci parte din provincia Hesse-Nassau din Imperiul German, a fost crescut de bunicii materni în Köln, după ce tatăl său a fost înrolat în armata imperială în timpul Primului Război Mondial. În tinerețe, a petrecut o perioadă de timp într-o casă de corecție din Burg Dehrn (Hesse) pentru că a sustras un ceas din vestiarele unei piscine. 
Fugind de serviciul militar, s-a mutat la Paris, apoi în Canada. În Canada a fost arestat pentru jaf și a petrecut un an în închisoare înainte de a fi deportat în țara sa de origine în 1931. În Germania (mai precis în protectoratul Saarland), Eugène a avut de asemenea probleme cu legea și a fost nevoit să petreacă cinci ani de închisoare la Saarbrücken pentru jaf. În închisoare a întâlnit doi viitori complici: Roger Million și Jean Blanc. 

## Crimele
După ce au fost eliberați din închisoare, cei trei au decis să colaboreze și să comită infracțiuni împreună. Au hotărât să răpească turiști bogați din Franța și să ceară răscumpărare pentru eliberarea lor. În acest scop, au închiriat o vilă în Saint-Cloud, în apropiere de Paris. În ciuda eșecului primei tentative de răpire, unde victima a opus o rezistență acerbă și a reușit să se elibereze, complicii nu s-au descurajat și au continuat cu planul lor. A doua încercare de răpire a avut mai mult succes, reușind să obțină răscumpărarea dorită.
La data de 21 iulie 1937, Weidman a întâlnit-o pe Jean De Koven, o dansatoare din SUA. Jean era stabilită la New York, unde preda balet și dans clasic, și călătorea în Europa pentru a-și vizita mătușa Ida Sackheim la Paris. La expoziția de la Paris, Weidman l-a întâlnit pe Eugène, care lucra acolo ca interpret și s-a prezentat ca „Siegfried”. Impresionată de germanul înalt și chipeș, De Koven i-a scris unei prietene: 
„Am întâlnit un german fermecător și inteligent numit Siegfried. Poate voi avea ocazia să joc unul dintre rolurile din operele lui Wagner, cine știe? Mă voi întâlni cu el mâine la vila lui, într-un loc pitoresc, aproape de celebrul conac oferit de Napoleon lui Josephine...”
În timpul întâlnirii lor, cei doi au fumat, iar "Siegfried" i-a oferit lui De Koven un pahar de lapte. Dansatoarea a imortalizat câteva momente cu noul ei aparat de fotografiat, aparat care avea să fie găsit mai târziu lângă cadavrul ei. Filmul dezvoltat arată ulterior asasinul ei. Ucigașul, a strangulat-o pe Jean De Koven și a îngropat-o în grădina vilei. La momentul crimei, dansatoarea avea asupra sa 300 de franci în numerar și 430 de dolari în cecuri de călătorie. Grupul a trimis apoi aceste cecuri amantei lui Million, Colette Tricot, pentru a le încasa. 
Curând după dispariția lui Jean, mătușa ei a primit o scrisoare prin care i se cerea o răscumpărare de 500 de dolari pentru nepoata sa. Ea a alertat imediat poliția, dar, în ciuda mai multor scrisori și apeluri telefonice, căutările nu au avut succes. Fratele lui Jean, Henry, a sosit în Franța în grabă și a oferit o recompensă de 10.000 de franci pentru orice informație despre locul unde se află sora sa. Din păcate, toate eforturile lor au fost în zadar.
La data de 1 septembrie a aceluiași an, Weidmann a angajat un șofer pe nume Joseph Couffy pentru a-l duce pe Riviera Franceză. Într-o pădure de lângă Tours, Weidmann l-a împușcat pe Couffy în ceafă, apoi i-a furat mașina și 2.500 de franci.
La 3 septembrie, Weidmann și Million au ademenit-o pe Janine Keller, o asistentă privată, într-o peșteră din pădurea Fontainebleau, sub pretextul ofertei de muncă. Acolo, Weidmann a ucis-o din nou cu un glonț în ceafă, după ce i-a jefuit banii și inelul cu diamant în valoare de 1.400 de franci.
La data de 16 octombrie, Million și Weidmann i-au atras pe tânărul producător de teatru Roger LeBlond într-o capcană, sub pretextul că vor să investească într-unul dintre spectacolele lui. Weidmann l-a împușcat în ceafă și i-a furat portofelul cu 5.000 de franci. 
La data de 22 noiembrie, Weidmann l-a ucis și jefuit pe Fritz Frommer, un tânăr german pe care îl cunoscuse în închisoare. Frommer, un evreu, fusese închis acolo pentru opiniile sale antinaziste. Din nou, victima a fost împușcată în ceafă, iar trupul său a fost îngropat în subsolul casei din Saint-Cloud, unde fusese înmormântată și Jean De Koven.
Pe data de 27 noiembrie, Weidmann a comis ultima sa crimă, împușcând în modul său preferat pe Raymond Lesobre, un agent imobiliar, în timp ce îi arăta o casă din Saint-Cloud. De această dată, a furat suma de 5.000 de franci.

## Arestarea
Ofițerii de la Agenția Națională de Securitate, conduși de un tânăr inspector numit Primborgne, l-au urmărit în cele din urmă pe Weidmann până la vila sa, datorită unei cărți de vizită pe care acesta a lăsat-o în biroul lui Lesobre. La 8 decembrie 1937, când Weidmann s-a întors acasă, a găsit doi ofițeri de poliție care îl așteptau la ușă. Prefăcându-se că îi invită înăuntru, el a împușcat în polițiștii neînarmați de trei ori, rănindu-l pe unul dintre ei. Cu toate acestea, agenții au reușit să-l doboare pe făptaș și apoi l-au dezarmat cu lovituri de ciocan aflat la intrare.
Când și-a recăpătat cunoștința, Weidman a mărturisit toate crimele, inclusiv uciderea lui De Koven, singura pentru care și-a exprimat regretul. Se spune că ar fi spus cu lacrimi în ochi: „Era foarte dulce și nu a bănuit nimic până în ultima clipă... Când am ajuns la gâtul ei, s-a prăbușit ca o păpușă”
Complicii lui Weidmann au fost, de asemenea, reținuți, iar Weidmann a arătat locurile unde ascunsese cadavrele victimelor sale.
La data de 31 decembrie 1937, Jean De Koven a fost înmormântată la New York.
Procesul lui Weidmann, Million, Blanc și Tricot a avut loc la Versailles în martie 1939 și a fost cel mai mare proces din Franța după cel al lui Henri Désiré Landru, "Barba Albastră", care a avut loc cu 18 ani mai devreme. Vincent de Moro-Giafferi, unul dintre avocații lui Weidmann, l-a apărat anterior pe Landru. De asemenea, romanciera franceză Colette a fost prezentă la proces, fiind angajată de Paris-Soir pentru a scrie un eseu despre Weidmann.
Weidmann și Million au fost condamnați la pedeapsa cu moartea, în timp ce Blanc a primit o pedeapsă de douăzeci de luni de închisoare, iar Tricot a fost achitat. Sentința lui Million a fost ulterior comutată în închisoare pe viață.

## Execuția
La data de 16 iunie, președintele francez Albert Lebrun a respins cererea de clemență a lui Weidmann, dar a comutat pedeapsa cu moartea a lui Million în închisoare pe viață.
La data de 17 iunie 1939, Eugène Weidmann a fost executat prin ghilotinare în piața din fața închisorii Saint-Pierre din Versailles. Asasinul a fost executat de călăul francez Jules Henri Defourneau. Printre spectatorii care au asistat la execuție s-a numărat și celebrul actor britanic Christopher Lee, care avea 17 ani la acea vreme.
Cei care doreau să asiste la execuție s-au adunat în piață încă de seara, iar în curând cafenelele din vecinătate au rămas fără alcool. O mulțime imensă s-a adunat, iar zgomotul creat de aceasta putea fi auzit chiar și în celula prizonierului. La ora două dimineața, jandarmii au încercat să elibereze zona pentru ghilotină. În îmbrânceală, o femeie a fost rănită, dar mulțimea a rămas în picioare. Autoritățile au fost nevoite să elibereze piața cu ajutorul Gărzii Naționale. Au existat probleme și cu montarea ghilotinei. Iar după execuție, potrivit amintirilor lui Christopher Lee, unii oameni au rupt cordonul pentru a-și înmuia batistele în sângele celui executat.
Execuția a fost amânată cu 45 de minute, și se zvonea că întârzierea a fost provocată în mod deliberat pentru ca soarele să aibă timp să răsară și să permită fotografilor să facă poze cu condamnatul și cu execuția. În plus, s-a dovedit că într-unul dintre apartamentele ale căror ferestre dădeau spre piață se afla o cameră de filmat, iar execuția a fost filmată, ceea ce a dus la scandaluri cu presa. 
„Comportamentul isteric” al spectatorilor a fost atât de scandalos încât președintele francez Albert Lebrun a interzis imediat toate execuțiile publice viitoare. 